# Штолюк Мирон
Миро́н Штолю́к (пом. 1830) — ватажок загону опришків родом із села Розтоки Косівського повіту (нині Косівський район Івано-Франківської області). 

## Життєпис
За народними переказами, Штола походив з бідної селянської родини с. Ростоки на Буковині. Народ склав багато співанок і переказів про Штолу — продовжувача справи Олекси Довбуша. Як і Довбуш, Штола відзначався великою мужністю, винахідливістю.
У 1817 його загін діяв на Покутті й Буковині, нападаючи на поміщицькі маєтки; був схоплений і страчений у м. Вижниці.
Героїчну боротьбу Штолюка відображено в народних піснях, легендах і переказах, частину яких записав і опублікував І. Я. Франко в «Етнографічному збірнику».

### Селянський рух на західноукраїнських землях
Великого розголосу набула діяльність загону Мирона Штолюка, який діяв у районі Кута та Вижниці. Протягом десяти років він був невловимим для властей. Лише в 1830 році загін був знищений, а Мирон Штолюк разом з сімома опришками страчений. Крім Галицького — Прикарпаття, дії опришків поширювалися на територію Буковини і Закарпаття. Для боротьби з ними австрійська адміністрація запровадила польові суди, використовувала військові підрозділи, загони так званих гірських стрільців, військову прикордонну варту, охорону солеварень, тютюнових складів, окружних кас тощо. Завдяки всім цим заходам у 1830-х роках опришківський рух поступово занепадав, хоча окремі його виступи тривали аж до 1848 р.